# Wim Udenhout
drs. Willem Alfred (Wim) Udenhout (Totness (Coronie), 29 september 1937 – Paramaribo, 22 mei 2023) was een Surinaams leraar Engels en politicus. Hij was premier van Suriname tussen 1984 en 1986.

## Biografie
Wim Udenhout werd geboren in het district Coronie ten westen van Paramaribo. De familienaam Udenhout is afkomstig van Mary's Hope. 
Udenhout studeerde in Suriname en in Nederland achtereenvolgens Engels, sociolinguïstiek en Amerikaanse geschiedenis. In 1966 behaalde hij in Nederland zijn bevoegdheid om Engels te geven waarna hij tot 1970 op verschillende scholen in Suriname die taal doceerde. Daarna studeerde hij Engelse taal- en letterkunde aan de Universiteit Leiden. 
In 1975, het jaar waarin Suriname onafhankelijk werd en veel Surinamers naar Nederland emigreerden, ging Udenhout juist terug om in Paramaribo docent en hoofd van de sectie Engels te worden aan het Instituut voor de Opleiding van Leraren (IOL).
Ten tijde van het militaire regime in Suriname, was hij gedurende circa twee jaar premier van de volgende twee kabinetten:
- kabinet-Udenhout I (1984-1985)
- kabinet-Udenhout II (1985-1986), dit kabinet kende nog een grote herschikking in juni 1985

Van 1989 tot 1997 was Udenhout Surinaams ambassadeur in de Verenigde Staten en permanent vertegenwoordiger bij de Organisatie van Amerikaanse Staten (OAS).
Begin 21e eeuw was hij voorzitter van het bestuur van de Suriname Conservation Foundation, lid van het Steering Committee van het Guiana Shield Initiative en adviseur van de president van Suriname.
Udenhout overleed op 85-jarige leeftijd in Academisch Ziekenhuis Paramaribo.